# Albert Öijermark
Gustaf Albert „Abbe“ Öijermark (* 16. Februar 1900 in Stockholm; † 9. Juli 1970 in Sundbyberg) war ein schwedischer Fußballspieler. Mit der schwedischen Nationalmannschaft nahm er an den Olympischen Spielen 1920 teil.

## Werdegang
Öijermark rückte um das Jahr 1920 in die Männermannschaft des Stockholmer Vereins Djurgårdens IF. Im Sommer 1920 stand er mit der Mannschaft im Endspiel um die Svenska Mästerskapet. An der Seite von Bertil Nordenskjöld, Ragnar Wicksell, Frithiof Rudén und Einar Hemming besiegte er IK Sleipner aus Norrköping mit einem 1:0-Erfolg. Wenig später debütierte er in der schwedischen Landesauswahl, als er im Viertelfinalspiel des olympischen Fußballturniers in Antwerpen gegen die niederländische Nationalmannschaft auflief. Nach der 4:5-Niederlage nach Verlängerung, bei der sich Herbert Karlsson zweifach sowie Albert Olsson und Albin Dahl als Torschützen auf Seiten der Schweden auszeichneten, kam er auch bei der 1:2-Niederlage gegen Spanien im „Turnier um Platz 2 und 3“ zum Einsatz. Im folgenden Jahr kam er zu zwei weiteren Einsätzen in der Nationalmannschaft, ehe seine Länderspiellaufbahn nach vier Spielen, in denen er ohne Torerfolg blieb, beendet war.
Über den weiteren Lebensweg Öijermarks ist derzeit nichts bekannt.